# Watermolen (Wichelen)
De (naamloze) watermolen is een voormalige watermolen die zich bevindt in de Oost-Vlaamse plaatsen Wichelen en Serskamp, gelegen aan Watermolenweg 100. Deze dubbelmolen op de Molenbeek van het type bovenslagmolen fungeerde als korenmolen en oliemolen. De oliemolen stond in Serskamp, de korenmolen in Wichelen.

## Geschiedenis
Van een korenmolen was al sprake in 1539, van een oliemolen in 1570. In 1747 werd de korenmolen herbouwd. De molen, die voordien bezit was van de Abdij van Tussenbeke, werd in 1789 openbaar verkocht.
De korenmolen bleef tot 1971 in werking en daarna was hij nog incidenteel in bedrijf. Het binnenwerk is nog aanwezig maar het metalen bovenslagrad verroeste en verdween uiteindelijk. In 2009 werd de molen beschermd als monument. Het molenaarshuis is nog intact, ook qua indeling.
De oliemolen werd al in 1892 buiten bedrijf gesteld en het molenhuis daarvan werd sindsdien nog als bergplaats gebruikt.
- Inventaris van het Bouwkundig Erfgoed (Vlaanderen): 77706